# Gbelce
Gbelce,  ungarisch Köbölkút (bis 1948 slowakisch „Köbölkút“) ist eine Gemeinde im Westen der Slowakei, mit 2051 Einwohnern (Stand 31. Dezember 2024). Sie gehört zum Okres Nové Zámky, einem Kreis des übergeordneten Nitriansky kraj. Die Bevölkerung ist überwiegend ungarischsprachig, dazu kommt eine slowakische Minderheit.

## Geographie

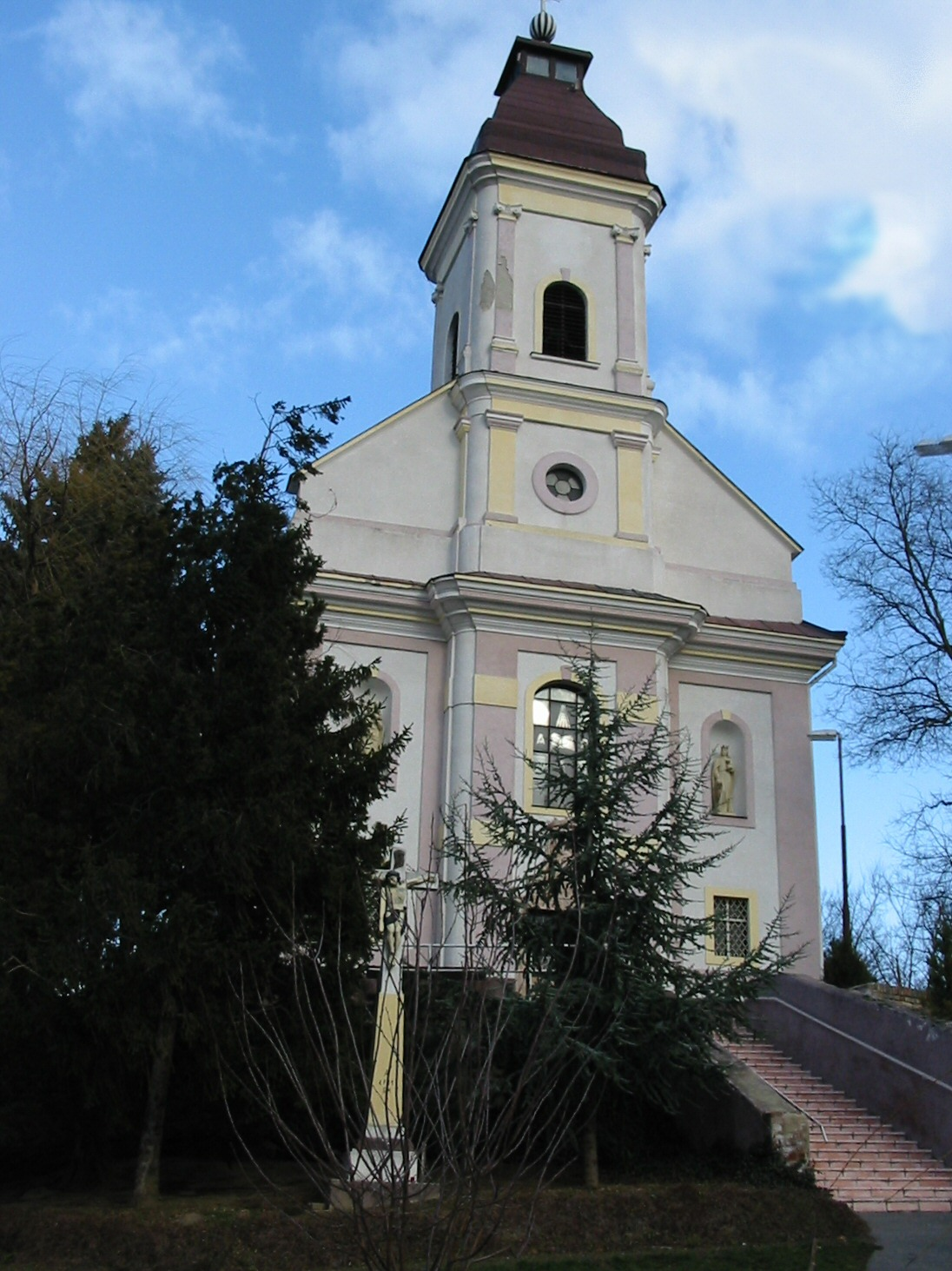
Kirche im Ort

Die Gemeinde liegt am Rande des Donauhügellands innerhalb des slowakischen Donautieflands, genauso gleich von der Donau und den Fluss Hron entfernt. Die Südseite wird vom Bach Marcelovský potok, einem Zufluss der Donau entwässert, während auf der Nordseite fließt der Bach Paríž. Auf dem sumpfigen Gelände des zweitgenannten Bachs befinden sich die Parížske močiare (deutsch Sümpfe von Paríž), ein geschütztes Gebiet im Rahmen der Ramsar-Konvention. Der „Hausberg“ des Ortes ist die Drienova hora (226 m n.m.) westlich der Gemeinde. Gbelce ist 18 Kilometer von Štúrovo und 36 Kilometer von Nové Zámky entfernt.

## Geschichte
Der Ort wurde zum ersten Mal 1233 als Cubulcut schriftlich erwähnt. Der Name bedeutet auf Ungarisch so viel wie „Steinbrunnen“. 
Bis 1919 gehörte der Ort im Komitat Gran zum Königreich Ungarn und kam danach zur Tschechoslowakei. 1938–45 war er auf Grund des Ersten Wiener Schiedsspruchs noch einmal Teil Ungarns.

## Bevölkerung
| Jahr                | 1994 | 2004    | 2014    | 2024    |
| ------------------- | ---- | ------- | ------- | ------- |
| Anzahl der Personen | 2410 | 2259    | 2220    | 2051    |
| Unterschied         |      | −6,26 % | −1,72 % | −7,61 % |

| Jahr                | 2023 | 2024    |
| ------------------- | ---- | ------- |
| Anzahl der Personen | 2067 | 2051    |
| Unterschied         |      | −0,77 % |